# Яблуневий (Черкаси)
Яблуне́вий — мікрорайон Черкас, який входить до трьох нових мікрорайонів міста Черкаси, серед яких також Соборний та Полігон.

## Межі
Межами є непарна сторона вул. В. Чорновола від межі міста відповідно до карти до вул. Гетьмана Сагайдачного, парна сторона вул. Гетьмана Сагайдачного від вул. В. Чорновола до вул. Чехова, парна сторона вул. Чехова від вул. Гетьмана Сагайдачного до вул. Чайковського, парна сторона вул. Чайковського від вул. Чехова до вул. Симиренківська, парна сторона вул. Симиренківська від вул. Чайковського до просп. Хіміків, парна сторона просп. Хіміків від вул. Симиренківська до вул. Героїв Холодного Яру, вул. Героїв Холодного Яру від просп. Хіміків до межі Черкас, уздовж межі Черкас від вул. Героїв Холодного Яру до вул. В. Чорновола.

## Органи самоорганізації населення
- Голова комітету — Личко Дмитро Юрійович
- Секретар комітету — Шамшура Галина Вікторівна
- Прийом громадян здійснюється за адресою: вул. Гвардійська, 7/5 щовівторка з 13:00 до 17:00 та за адресою: вул. В. Чорновола, 162/3 щосереди з 10:00 до 14:00 та щочетверга з 11:00 до 15:00